# Manon Novak
Manon Novák (Enschede, 27 mei 1981) is een Nederlands musicalactrice.
Novak ging op haar vijftiende, naast haar opleiding aan het Kottenpark College in Enschede, naar het Conservatorium Enschede, afdeling dans. Daarna vertrok zij naar Amsterdam, waar ze studeerde aan de Amsterdamse Hogeschool voor de Kunsten (afdeling jazz, musical, theater en dans).

## Carrière
In 1999 speelde Novak in de musical Seven en later nog in enkele kleinschalige producties.
In 2000 speelde ze in A Chorus Line als Bebe Benzemheimer. Ze danste mee bij Musicals in Ahoy' 2002. In datzelfde jaar deed ze mee als Gravin en understudy Koningin Moeder in de musical Doornroosje van Studio 100.
In de televisieserie Costa! speelde ze de rol van Ramona. Ze kreeg in 2003 in Joop van den Endes musical Mamma Mia! de rol van Ellie en was daarnaast understudy voor de rol van Sophie. In de musical Hello Dolly uit 2004 had zij de rol van Ermengarde.
Haar eerste hoofdrol speelde Novak in Theater de Efteling, in de rol van Tika in de sprookjesachtige musical TiTa Tovenaar (2005).
In 2006 was zij te zien in het ensemble en als kraai in de musical The Wiz in het Beatrix Theater in Utrecht en in de zomer van 2007 combineerde Manon haal rol in The Wiz met die van Tika in de Efteling Parkshow Tika is jarig.
Vanaf september 2007 speelde Novak de hoofdrol in de musical La Dia als Isabelle. Vanaf april 2008 speelde zij in de musical Les Misérables als understudy voor de rol van Cosette.
In december 2008 verschenen dertien compleet nieuwe afleveringen van ongeveer 15 minuten van TiTa Tovenaar geproduceerd door de Efteling met Novak als Tika.
Vanaf 1 april 2009 speelde Novak de rol van Bet in de musical Ciske de Rat. Op 16 september 2009 verscheen de tweede reeks van de serie TiTa Tovenaar op televisie met Novak als Tika. In 2009 verschenen drie dvd's van de serie TiTa Tovenaar met Manon Novak als Tika:
- TiTa Tovenaar 1 - Vliegbezems en tovertaarten
- TiTa Tovenaar 2 - Toverkriebels
- TiTa Tovenaar 3 - Alle vleermuizen nog aan toe
- TiTa Tovenaar 4 - Geheimen
- TiTa Tovenaar 5 - Spookfeest

Vanaf november 2009 speelde zij in de musical Love Me Tender als eerste understudy voor de hoofdrol Natalie.
In mei 2010 kwam het eerste album Met m'n hoofd in de wolken met 13 oude en nieuwe liedjes van TiTa Tovenaar uit met Novak als Tika.
In 2010 speelde Novak in de musical Petticoat; ze speelde de rol van Jet en was eerste understudy voor de hoofdrol Patty. In 2011 speelde Novak in de musical Wicked in het AFAS Circus Theater in Scheveningen.